# Cal Terzi
Cal Terzi és una casa de Vilanova i la Geltrú (Garraf) protegida com a Bé Cultural d'Interès Local.

## Descripció
Es tracta d'un habitatge unifamiliar aïllat amb jardí i amb dues façanes alineades al carrer i fent cantonada.
L'immoble és de planta sensiblement rectangular compost de planta baixa i dos pisos sota coberta plana de la qual sobresurt la caixa d'escala central. El terrat és accessible sobre el cos principal. La torratxa presenta coberta a quatre vessants.
Les parets de càrrega són de totxo. Els forjats són de biguetes de ferro i revoltons.
La façana principal és de composició simètrica amb portal amb llinda de pedra i una finestra a cada costat. Al primer pis trobem un balcó sustentat sobre carteles de ferro i una finestra a cada banda. Al tercer pis hi ha una galeria d'arcades de mig punt.
El coronament està format per un important ràfec amb fris en zig-zag.